# Сапухіна Лада Павлівна
Сапухіна Лада Павлівна (13 березня 1936, смт Велика Писарівка Сумської області — 13 лютого 2021, м. Суми) — український історик, краєзнавець, музейник, заслужений працівник культури УРСР.

## Біографія
Народилася Лада Павлівна 13 березня 1936 року в смт Велика Писарівка  Сумської області в родині Павла Андрійовича та Галлі Леонідівни Сапухіних. У 1954—1959 рр. навчалась на історичному факультеті Сумського педагогічного інституту, з 1956 р. — Харківського університету.

Лада Павлівна з батьками: мама — Галлі Леонідівна та тато — Павло Андрійович Сапухіни, 1958 р.

На становлення Лади Павлівни як професійного історика, науковця вплинув її батько Павло Андрійович, відомий краєзнавець Сумщини, один з родоначальників шкільного краєзнавства України і засновників меморіального Будинку-музею А. П. Чехова в Сумах, автор багатьох наукових і науково-популярних праць з літературної історії регіону.
В родині Сапухіних завжди цінувались освіта, освіченість. Величезна бібліотека нараховувала тисячі томів, там було все — словники, історичні видання, періодика, художні твори, богословська література.

Лада Павлівна Сапухіна в куточку музейної експозиції. 1979 р.

З вересня по грудень місяць 1959 року працювала у вечірній школі м. Суми.
Завдяки зусиллям Г. Долгіна, П. Сапухіна та О. Кошової було створено Будинок-музей ім. А. П. Чехова. З 1960 року працювала у Сумському краєзнавчому музеї на посадах :
- наукового працівника Будинку-музею А. П. Чехова (1960.01–1962.03);
- старшого наукового працівника (1962—1967);
- заступника директора по науковій частині (1967.01–1988.09);
- в. о. директора (1968.06–12; 1970.07–1972.04);
- бібліотекаря (1988.09–1989.01);
- завідувачки відділу історії дожовтневого періоду (1989—1991.03)

Перша стаття — «Шевченко і Чехов» датована далеким 1961 роком.
1960 р. одружилася, а 7 січня 1962 народила сина Ярослава.
В колі її інтересів — Суми і Путивль, Глухів та Батурин, Щепкін, Полуботок, Кондратьєви, Шевченко, Чехов, Грабовський, Філарет, козацькі та гусарські полки, декабристи, Соснівська битва.
Лада Сапухіна разом з іншими краєзнавцями відстоювала право на існування в м. Суми Воскресенської церкви, підтримала повернення православного Троїцького Храму вірянам, працювала над написанням історії католицького костьолу.
Краєзнавець стала піонером в дослідженні таких тем, як історія сумського костьолу Благовіщення Пресвятої Діви Марії, історія Сумського обласного краєзнавчого музею, дослідження наукового доробку й творчої біографії Павла Сапухіна, опис та вивчення документальних матеріалів з фондів СОКМ, що належали наказному гетьманові Павлу Полуботку, історику, етнографу й медику Опанасу Шафонському, історикам Федору Туманському, Олександру Марковичу й Федору Уманцю, поету Павлу Грабовському тощо.

Лада Павлівна, 1988 р.

1991 року була охрещена за римсько-католицьким обрядом
1993 року повернулася на роботу до Сумського краєзнавчого музею на посаду молодшого наукового працівника.
2006 року вийшла на пенсію.
Померла 13 лютого 2021 року в м. Суми.

## Нагороди та відзнаки
Плідна наукова праця Л. П. Сапухіної була відзначена нагородами:
- 1968 нагородження Почесною грамотою Міністерства культури УРСР;
- 1970 нагородження медаллю «За доблесну працю. В ознаменування 100-річчя від дня народження В. І. Леніна»;
- 1970 нагородження значком Міністерства культури СРСР «За відмінну роботу»;
- 1979 нагородження Почесною грамотою Міністерства культури УРСР;
- 1980 присвоєння почесного звання заслуженого працівника культури УРСР;
- 1983 нагородження медаллю «Ветеран праці».

## Праці
Численні наукові та методичні публікації історика:
- «История Сумщины: материал в помощь лектору» (1963)
- «Народні музеї Сумщини» (1970)
- «Історія міст і сіл Української РСР» (1973)
- «Дом-музей А. П. Чехова в Сумах: путеводитель» (1976)
- «Як створити музей або музейну кімнату історії села: методичні рекомендації» (1986)
- «Историко-культурные памятники тысячелетнего Путивля» (1986)
- «Навчальні заклади дореволюційних Сум» (2000)
- «Історія сумських козацького та гусарського полків. Короткий історичний нарис» (2005).

## Приміти
1. 1 2 3  Власні фото Лади Павлівни Сапухіної